# Guido Fassina
Guido Fassina (San Donà di Piave, 19 settembre 1991) è un giocatore di curling italiano di Cortina d'Ampezzo, atleta del Curling Club Tofane.

## Carriera agonistica

### Nazionale
Il suo esordio con la nazionale italiana junior di curling è stato il challenge europeo junior del 2009, disputato a Copenaghen, in Danimarca: in quell'occasione l'Italia si piazzò all'ottavo posto. Essendo i challenge europei dei gironi di qualificazioni ai mondiali junior l'ottavo posto è equivalente al 18º nel ranking mondiale.
In totale Guido vanta 3 presenze in azzurro.
CAMPIONATI
Nazionale junior: 3 partite
- Challenge europeo junior
  - 2009 Copenaghen ( Danimarca) 8° (18° ranking mondiale)

### Campionati italiani
Guido ha preso parte ai campionati italiani di curling inizialmente con il Curling Club 66 Cortina, club con cui vince tre titoli italiani nelle categorie giovanili (esordienti e ragazzi), poi con il Curling Club Dolomiti ed infine con il Curling Club Tofane. Fassina è stato 2 volte campione d'Italia:
- Italiani junior:
  - 2010  con Matteo Bernardi, Marco Colle e Elia De Pol (CC 66 Cortina)
  - 2011  con Alberto Alverà, Timothy Hepp, Elia De Pol e Matteo Bernardi (CC Dolomiti)
- Italiani misti:
  - 2013  con Stefania Menardi, Federica Apollonio, Marcello Pachner e Malko Tondella (CC Tofane)

## Altro
Guido è figlio del ex giocatore di curling Roberto Fassina.